# Tapirus merriami
Tapirus merriami is een uitgestorven tapir die tijdens het Pleistoceen in Noord-Amerika leefde.

## Fossiele vondsten
Fossielen van Tapirus merriami zijn gevonden in de Amerikaanse staten Californië, Arizona en New Mexico en dateren uit het Pleistoceen.

## Vroege geschiedenis
Tapirs hebben een lange geschiedenis op het Noord-Amerikaanse continent. Fossielen van tapirs uit Noord-Amerika kunnen worden gedateerd op 50 miljoen jaar oude rotsen uit het Eoceen op Ellesmere Island, Canada, dat toen een gematigd klimaat had. Dertien miljoen jaar geleden leefden er in Zuid-Californië tapirs die erg veel leken op de huidige tapirs.
Het is bekend dat tijdens het Pleistoceen vier soorten tapirs Noord-Amerika hebben bewoond. Samen met Tapirus merriami leefde Tapirus californicus ook in Californië, Tapirus veroensis werd gevonden in Florida, Georgia, Kansas, Missouri en Tennessee, en Tapirus copei werd gevonden van Pennsylvania tot Florida.
Voor het eerst ontdekt en beschreven in 1921 door de Amerikaanse paleontoloog Childs Frick, leefde Tapirus merriami in dezelfde tijd en misschien op veel van dezelfde locaties als Tapirus californicus, maar er wordt aangenomen dat hij de voorkeur gaf aan meer landinwaartse leefgebieden van Zuid-Californië en Arizona. Net als Tapirus californicus en alle levende tapirs, wordt aangenomen dat het een relatief solitaire soort was. Van de vier bekende tapirs uit het Pleistoceen die op het Noord-Amerikaanse continent werden gevonden, was Tapirus merriami de grootste. Tapirus merriami was een stevige herbivoor met korte poten, een grote, taps toelopende kop en een korte, gespierde slurf waarmee bladeren van struiken werden gestript.